# VMFA-115
115ème Escadron de chasseur d'attaque (USMC)
Le Marine Fighter Attack Squadron 115 (ou VMFA-115) est un escadron de chasseur d'attaque FA-18 Hornet. L'escadron, connu sous le nom de "Silver Eagles" est basé à la Marine Corps Air Station Beaufort, en Caroline du sud. Il est sous le commandement du Marine Aircraft Group 31 (MAG-31) et de la 2nd Marine Aircraft Wing (2nd MAW). Le code de queue de l'escadron est "VE" et son indicatif radio est "Blase".
L'escadron a combattu pendant la Seconde Guerre mondiale, la guerre de Corée et la guerre du Vietnam et s'est déployé à l'appui de l'Opération Iraqi Freedom avec un déploiement final en 2008 sur la base aérienne Al-Asad dans l'ouest de l'Irak.

## Mission
Intercepter et détruire les avions ennemis dans toutes les conditions météorologiques et attaque et destruction des cibles de surface à l'appui des opérations de la Force tactique terrestre et aérienne des Marines.

## Historique

### Origine
Le Marine Fighting Squadron 115 (VMF-115) a été organisé le 1er juillet 1943 à la Marine Corps Air Station Santa Barbara (en), en Californie, en tant qu'escadron F4U Corsair. Il a été équipé pendant la guerre de Corée du F9F-2 Panther (1950) puis du  
FAD-1 Skyray (1957) quand il a été redésigné VMF(AW)-115. En 1964, l'escadron est équipé du F-4 Phantoom II et redésigné VMFA-115.

### Service

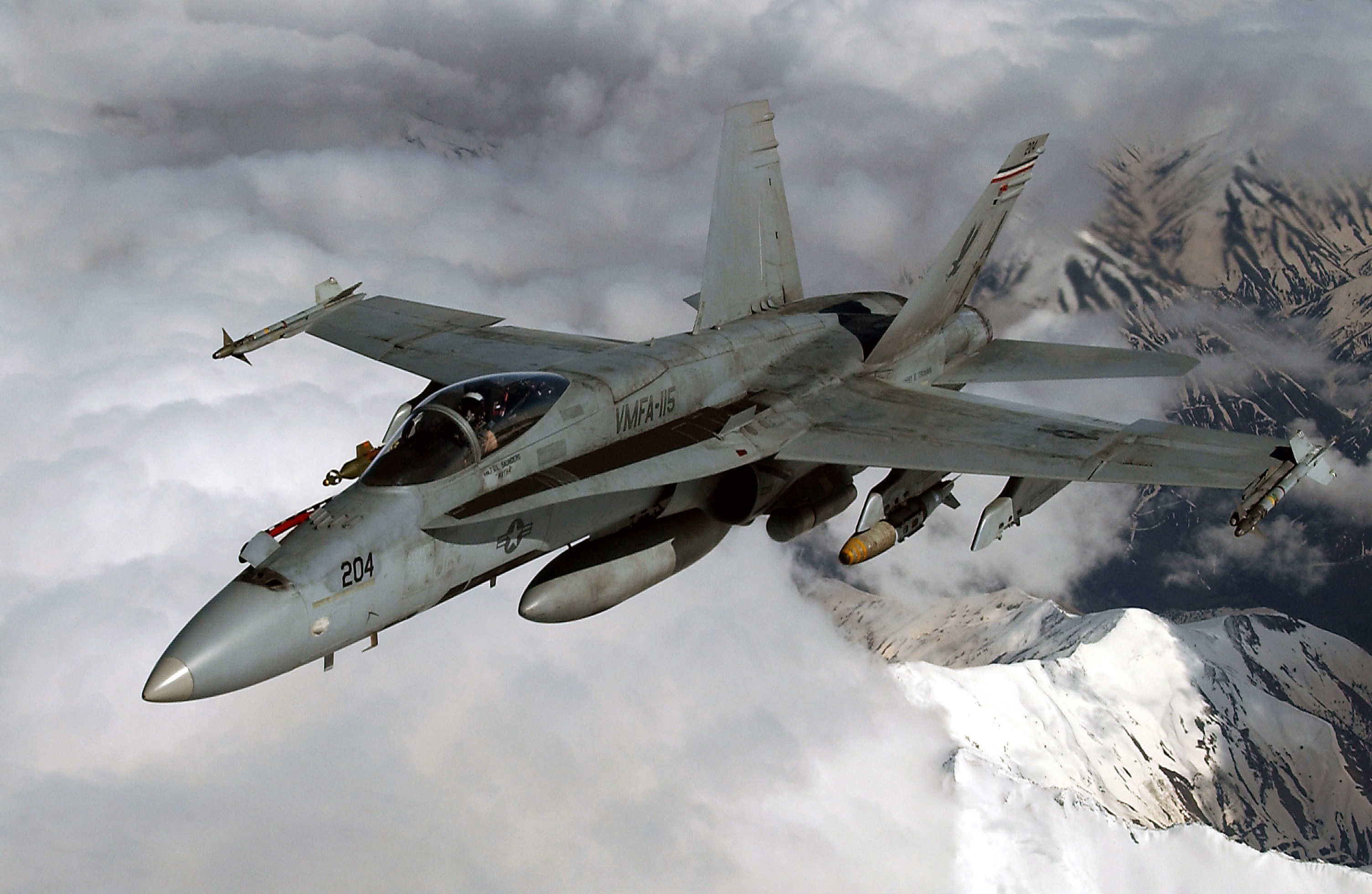
F-18 Phantom II du VMFA-115 en 2003

- Durant la Seconde guerre mondiale :
  - 1944 - Campagne du Pacifique
- Durant la guerre de Corée :
  - 1952 - Attaque sur le barrage de Sui-ho
  - 1950 - Bataille du réservoir de Chosin
- Crise des missiles de Cuba : 
  - 1962 - Déploiement à la Base navale de la baie de Guantánamo

- Durant la guerre du Vietnam :
  - 1968 - Offensive du Tết
  - 1968 - Bataille de Huế
  - 1968 - Bataille de Khe Sanh
  - 1972 - Offensive de Pâques

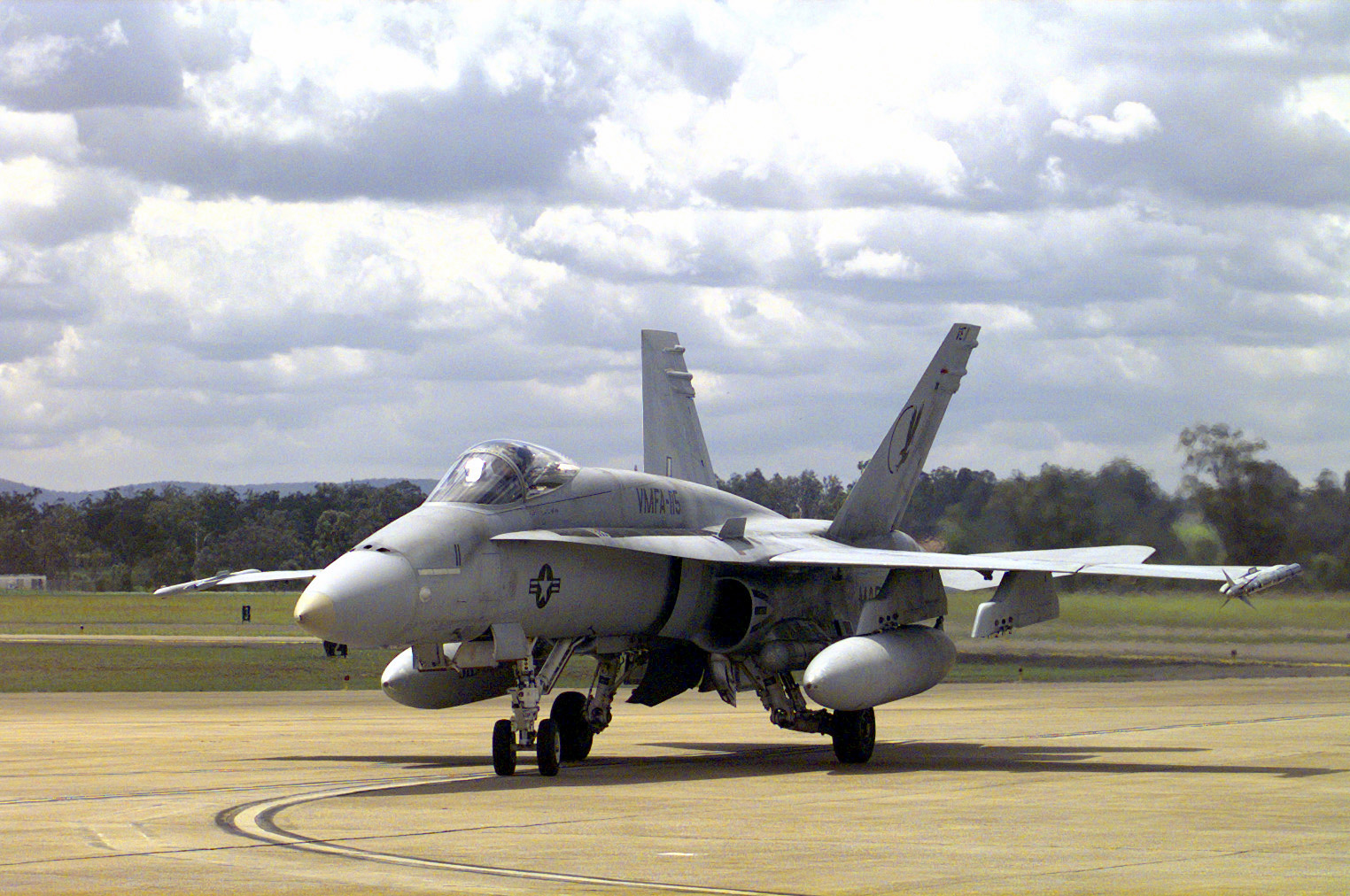
FA-18 Hornet du VMFA-115

- Durant la guerre contre le terrorisme :
- 1990/91 - Opération Tempête du désert (Guerre du Golfe)
- 2002/04/06/08 - Opération Iraqi Freedom

## Récompenses
- Presidential Unit Citation  avec 2 Bronze Star
- Navy Unit Commendation Streamer avec 1 Silver Star et 1 Bronze Star
- Meritorious Unit Commendation Streamer avec 4 Bronze Star'
- China Service Streamer
- Asiatic/Pacific Campaign Streamer avec 1 Silver Star
- World War II Victory Streamer
- National Defense Service Streamer avec 3 Bronze Star
- Korean Service Streamer avec 4 Bronze Star'
- Armed Forces Expeditionary Streamer avec 2 Bronze Star'
- Vietnam Service Streamer avec 2 Silver Star et 4 Bronze Star
- Global War on Terror Expeditionary Streamer
- Global War on Terror Service Streamer
- Armed Forces Service Streamer
- Philippine Liberation Streamer avec 2 Bronze Star
- Philippine Presidential Unit Citation Streamer
- Korean Presidential Unit Citation Streamer
- Croix de la Vaillance (Viêt Nam) avec Palme
- Vietnam Meritorious Unit Citation Civil Actions Streamer